# Abasidski kalifat
Abadidski kalifat (arabsko الخلافة العباسية, latinizirano: al-Khilāfah al-'Abbāsīyyah) je bil tretji islamski kalifat po preroku Mohamedu. Abasidski kalifi so bili potomci najmlajšega prerokovega strica Abasa Ibn Abd Al Mutaliba (566-653). Na oblast so prišli leta 750 (123 po hidžri) po odstavitvi in usmrtitvi zadnjega Omajadskega kalifa Marvana II. (vladal 744-750).
Prva prestolnica kalifata je bila Kufa, dokler ni leta 762 kalif Al Mansur severno od perzijskega mesta Ktezifon v Mezopotamiji ustanovil nove prestolnice Bagdad. Ustanovitev Bagdada v bližini perzijske meje je odražala njegovo odvisnost od perzijskih birokratov, predvsem družine  Barmakid, s pomočjo katerih je vladal na ozemlju, ki so ga osvojili arabski muslimani, in dosegel večje vključevanje nearabskih muslimanov v svojo nacijo (ummah).
V 9. stoletju so morali Abasidi oblast v perzijskih provincah kljub temu  prepustiti lokalnim emirjem, ki so samo formalno priznavali nadoblast Abasidov. Dogodki so pomenili začetek razpadanja kalifata, ki se je nadaljevalo  z izgubo Al Andaluza na Iberskem polotoku in Magreba, kjer je Abd Al Rahman III. iz iberske veje Omajadov leta 929 razglasil svojo neodvisnost in Kordovski emirat povzdignil v Kordovski kalifat. V Ifrikiji (severna Afrika) so na oblast prišli Aglabidi, v Egiptu pa Fatimidi. Z vzponom Bujidov in Turkov Seldžukov  se je politična moč abasidskih kalifov končala.
Četudi se je abasidska oblast v ogromnem islamskem imperiju postopoma zmanjšala na samo ceremonialno versko funkcijo, je dinastija obdržala svojo domeno v Mezopotamiji. Bagdad je v zlati dobi islama postal središče znanosti, kulture, filozofije in invencij. Obdobje kulturnega razcveta se je končalo leta 1258 z mongolskim obleganjem Bagdada. Abasidski kalifi in muslimanska kultura na splošno so se leta 1261 preselili v mameluško prestolnico Kairo. Dinastija je zahtevala oblast v verskih zadevah vse do osmanske osvojitve Egipta (1516-1517), po kateri so morali Abasidi položaj kalifa uradno prepustiti osmanskemu sultanu Selimu I.

## Zgodovina

### Vzpon
Abasidski kalifi so bili Arabci, potomci Mohamedovega strica Abasa Ibn Abd Al Mutaliba iz klana Banu Hašim. Trdili so, da so pravi prerokovi nasledniki in v tesnejšem sorodstvu z njim kot vladajoči Omajadi iz klana  Banu Umaja. Napadali so tudi moralnost vladajoče dinastije in njeno državno upravo. Podpirali so jih večinoma Arabci, predvsem prebivalci Marva, in nekaj strank iz Jemena. Abasidi so k uporu pozivali tudi nearabske muslimane (mavali), katere so v Omajadskem kalifatu, ki je temeljil na sororstvu med Arabci, obravnavali kot drugorazredne državljane. Resno kampanjo za vrnitev oblasti prerokovi družini, Hahšimitom,  je začel Abasov pravnuk Mohamed Ibn Ali v Perziji med vladanjem Omarja II. (vladal 717-720).
Med vladanjem kalifa Marvana II. je kampanja dosegla višek in prerasla v upor pod vodstvom Abasovega pra-pravnuka, imama Ibrahima. Ibrahim je s podporo province Korasan v Iranu in šiitskih Arabcev dosegel precejšen uspeh, vendar so ga leta 747 ujeli in najbrž usmrtili. Po njegovi aretaciji  je vodstvo upora prevzel njegov brat Abdalah, znan pod imenom Abu Al Abas As Safah, ki je leta 750 v bitki pri Zabu premagal Omajade in se razglasil za kalifa. Abu Al Abas je takoj po zmagi poslal svojo vojsko v Srednjo Azijo, kjer je julija 751 pri reki Talas premagala vojsko ekspanzionističnega kitajskega cesarstva Tang.

### Prva leta vladanja
Prva sprememba, ki so jo uvedli Abasidi po prihodu na oblast, je bila selitev prestolnice iz Damaska v Siriji v Bagdad v Iraku, ki je bil bliže njihovim perzijskim podložnikom in perzijski kulturi. Po zgledu na Sasanide so uvedli položaj vezirja, ki je imel sprva vlogo kalifovega svetovalca in namestnika in je bil v državni hierarhiji nad lokalnimi emirji. Kasneje se je njegov položaj tako okrepil, da so bili nekateri kalifi odrinjeni na položaj ceremonialnega vladarja. Staro arabsko birokracijo je postopoma zamenjala perzijska.
Abasidi so bili v vojni z Omajadi zelo odvisni od podpore Perzijcev. Abu Al Abasov naslednik Al Mansur je zato na svoj dvor povabil tudi nearabske (perzijske) muslimane, kar je izzvalo odpor med mnogimi arabskimi privrženci, še posebej korasanskimi Arabci, ki so ga podpirali v bojih proti Omajadom.
Pomanjkanje njihove podpore je takoj povzročilo težave. Omajadi, ki so izgubili oblast na Bližnjem vzhodu, niso bili uničeni. Abd Al Rahman, edini preživeli član omajadske kraljeve družine, je pobegnil na Iberski polotok, kjer je kot Abd Al Rahman I. leta 756 ustanovil Kordovski emirat. Leta 929 se je njegov potomec Abd Al Rahman III. razglasil za kalifa. Nekdanji emirat je povišal na položaj Kordovskega kalifata, s čimer je Córdoba postala Bagdadov tekmec za zakonito prestolnico islamskega imperija.
Leta 756 je abasidski kalif Al Mansur poslal vojsko več kot 4.000 arabskih najemnikov na pomoč kitajski dinastiji Tang proti generalu An Lušanu, ki se je razglasil za cesarja severne Kitajske. Najemniki so po zadušitvi upora ostali na Kitajskem. Kalif Harun Al Rašid (vladal 786–809) je sklenil zavezništvo s Kitajsko.
Abasidski kalifi so na kitajski dvor poslali več delegacij. Najpomembnejše so bile delegacije ustanovitelja dinastije Abula Abasa (vladal 750–754), graditelja Bagdada Abu Džafarja in Haruna Al Rašida (vladal 786–809), ki je dobro znan po zbirki pripovedk Tisoč in ena noč.
Kronike  dinastije Tang, ki je z Abasidi vzpostavila dobre meddržavne odnose, Abaside najpogosteje imenujejo "črne zastave" ali "črno oblečeni Arabci".

## Zlata doba islama
Abasidsko zgodovinsko obdobje, ki se je začelo v drugi polovici 8. stoletja s selitvijo prestolnice kalifata v Bagdad in je trajalo do mongolske osvojitve Bagdada leta 1258, je bilo zlata doba islama. Na njen začetek so, med drugim, vplivale tudi zapovedi iz Korana in Mohamedovi izreki (hadis), na primer "črnilo učenjaka je bolj sveto kot kri mučenca", ki poudarja pomen znanja. V Bagdadu so ustanovili Hišo modrosti (Bajt al hikmi), v kateri so muslimanski in nemuslimanski učenjaki poskušali zbrati vsa svetovna dela in jih prevesti v arabščino.
Muslimanski svet je postal intelektualno središče znanosti, filozofije, medicine in izobraževanja. Njihovi  učenjaki  so  postali vodilni skoraj na vseh področjih znanosti: alkimiji, astronomiji, matematiki, medicini in drugih. V arabščino in perzijščino, kasneje tudi v turščino, hebrejščino in latinščino so prevedli mnogo antičnih klasičnih del, ki bi se sicer izgubila. V tem obdobju je bil muslimanski svet talilnik kultur, v katerem so se zbirala,  spajala in plemenitila znanja, pridobljena iz  antične grške, rimske, kitajske, indijske, perzijske, egipčanske, severnoafriške in bizantinske civilizacije.

### Znanost
Veliki intelektualni dosežki, ki  so se začeli med vladanjem Haruna Al Rašida (vladal 786–809) in njegovih naslednikov, so bili v veliki meri posledica prizadevanj, da bi spodkopali omajadski režim, ki se je opiral na trditev o večvrednosti arabske kulture in posledični pravici do njihove oblasti. Abasidi so zato  z veseljem sprejeli tudi podporo nearabskih muslimanov.
Abasidski kalifi so državno upravo organizirali po sasanidskem vzoru. Al Mamunov sin Harun Al Rašid, čigar mati je bila Perzijka, o njih pravi:
"Perzijci so vladali nekaj tisoč let in niso niti en dan pogrešali Arabcev, mi, ki jim vladamo samo stoletje ali dve, pa ne moremo brez njih niti eno uro".
V zlati dobi islama je pod arabsko oblastjo ustvarjalo mnogo učenjakov, ki so igrali pomembno vlogo pri prenašanju znanja na krščanski zahod. Krščanska Evropa se je ravno preko njih seznanila z Aristotelovimi deli. V tem obdobju so Arabci rešili večino aleksandrijske matematike in geometrije, med drugim tudi Evklidova in Ptolemajeva dela. Islamski učenjaki, med katerimi sta izstopala Perzijca Al Biruni in Abu Nasr Mansur, so ohranjene matematične metode dodelali in nadgradili.
Perzijski učenjak Mohamed Musa Al Hvarizmi je razvil algebro in svoje dosežke objavil v delu Kitab al-jabr wa-l-muqabala, iz katerega izhaja izraz algebra. Nekateri matematiki imajo zato Al Hvarizmija za očeta algebre, četudi očetovstvo pripisujejo tudi grškemu matematiku  Diofantu. Al Hvarizmi je zaslužen za uvedbo arabskih številk in indijsko-arabskega desetiškega številčnega sistema. Iz njegovega imena sta izpeljana tudi izraza algozizem in algoritem.
Ibn Al Hajsam (Alhazen) je v svojem delu Optika (1021) razvil prve znanstvene metode. V znanost je uvedel poskuse in se po tem razlikuje od na splošno empiričnega pristopa, ki je prevladoval med muslimanskimi učenjaki. S poskusi je, med drugim, dokazal,   da svetlobni žarki v oko vstopajo in ne obratno, da jih oko seva. Na Ibn Al Hajtama se zaradi njegovega razvoja znanstvene metode gleda kot na prvega pravega znanstvenika.
Medicina  je področje znanosti, ki je v islamskem srednjem veku napredovalo  zlasti v času vladavine Abasidov. V 9. stoletju je bilo v Bagdadu več kot 800 zdravnikov, ki so z velikimi odkritji pripomogli k razumevanju anatomije in bolezni. Klinično so raziskali in dokazali na primer razliko med ošpicami in črnimi kozami. Slavni perzijski znanstvenik Ibn Sina, na zahodu znan kot Avicena, je v svojih razpravah in knjigah zbral ogromno takratnega  znanja in ga objavil v svojih enciklopedijah Kanon medicine (al-Qānūn fī al-Ṭibb) in Zdravilstvo (Kitab Al-Shifaʾ). Obe deli in mnogo drugih sta imeli v obdobju renesanse neposreden vpliv tudi na raziskave evropskih znanstvenikov.
Na področju astronomije je Al Batani izpopolnil merjenje precesije Zemljine osi. Al Batani, Averroes, Nasir Al Din Al Tusi, Moajeduddin Urdi in Ibn Al Šatir so dodelali geocentrični model našega Osončja, ki se je kasneje vgradil v Kopernikov heliocentrični model. Arabski astronomi in inženirji so dodelali astrolab, ki so ga razvili Grki, in ga zatem prenesli v sredjeveško Evropo.
Muslimanski alkimisti, predvsem spisi, ki jih pripisujejo Džabirju Ibn Hajjanu (Geber), so imeli velik vpliv na srednjeveške evropske alkimiste. Številne kemijske postopke, na primer destilacijo, so razvili prav muslimanski alkimisti in jih  kasneje razširili po Evropi.

### Književnost
Najbolj znano leposlovno delo iz islamskega sveta je knjiga Tisoč in ena noč. Zasnovana je na predislamskem iranskem vzoru, ki se vsebuje tudi številne indijske elemente. V knjigo so vključene tudi zgodbe drugih narodov z Bližnjega vzhoda in severne Afrike. Zbirka pripovedi je nastala v 10. stoletju in dosegla svojo končno obliko v 14. stoletju. Število in naslovi pripovedk se razlikujejo od rokopisa do rokopisa. Zbirko so že nazačetku 18. stoletja prevedli najprej v francoščino (Antoine Galland, 1704) in nato v angleščino (1706). Najbolj znani junaki – Aladin, Sinbad in Ali Baba – so postali junaki tudi v evropskih kulturah. 
Zelo znana je tudi arabska romantična pesnitev Lejla in Majnun, ki so jo kasneje nadgradili predvsem iranski, azerbajdžanski in drugi pesniki v perzijskem, azerbajdžanskem, turškem in drugih turških jezikih. Pesnitev je nastala že v omajadskem obdobju v 7. stoletju in govori o tragični ljubezni, podobno kot kasnejša Romeo in Julija.
V abasidskem obdobju je svoj višek doseglo tudi arabsko pesništvo, predvsem v obdobju pred vladavino perzijski kulturi naklonjenih kalifov. Arabski pisci, med njimi Abu Tamam in Abu Nuvas v zgodnjem 9. stoletju, so bili tesno povezani  s kalifovim dvorom  v Bagdadu, drugi, med njimi Al Mutanabi, pa so imeli pokrovitelje na regionalnih dvorih.

### Filozofija
Ena od več opredelitev islamske filozofije pravi, da je "filozofski slog, ustvarjen v okviru islamske kulture". Islamska filozofija po tej definiciji se ne ukvarja niti zgolj z verskimi vprašanji niti ni proizvod izključno muslimanskih filozofov. Islamske filozofske razprave o Aristotelu so bile ključni vmesni korak pri prenosu učenosti od starih Grkov do zahodne Evrope. Filozofi se z Aristotelom pogosto niso strinjali in spodbujali živahne razprave v duhu idžtihada, se pravi neodvisnega osebnega sklepanja in zaključevanja. Napisali so tudi več pomembnih izvirnih filozofskih del. Njihova razmišljanja so bila v srednjem veku vključena tudi v krščansko filozofijo, zlasti v razmišljanja Tomaža Akvinskega.
Misleci Al Kindi, Al Farabi in Avicena so s spajanjem aristotelizma, novoplatonizma in idej islama nazadnje ustvarili avicenizem. Med druge pomembne filozofe iz abasidskega obdobja spadata Al Džahiz in Al Hajsam (Alhacen).

### Tehnologija
Muslimanski svet je v 8. stoletju od Kitajcev prevzel postopke za izdelavo papirja in jih do 10. stoletja razširil do Al Andaluza, od tam pa v krščansko zahodno Evropo.  Papir je bilo laže izdelati kot pergament in se je manj lomil kot papirus. Dobro je vpijal črnilo in je bil zato idealen za izdelavo dokumentov in prepisov Korana. Islamski papirničarji so razvili tudi metode za ročno kopiranje rokopisov, ki so omogočale velike naklade, kakršne so v Evropi dosegli šele nekaj stoletij kasneje. Iz Kitajske je preko islamskih držav prišlo v Evropo tudi znanje o pripravi in uporabi smodnika.
V kmetijstvu so uvedli nove tehnologije, na primer namakalne sisteme, ki so jih poganjala vodna kolesa in vetrnice. V Al Andaluz so prinesli mandlje, agrume in sladkor, od koder so se postopoma razširili po zahodni Evropi.
V Abasidskem kalifatu so bile plovne samo reke Nil, Tigris in Evfrat, zato je bil zelo pomemben transport po morju. Za navigacijo so uporabljali  kompas in enostaven sekstant (kamal). Oba instrumenta in podrobne pomorske karte so jim namesto plovbe ob obali omogočile plovbo po odprtem morju. Muslimanski mornarji so zaslužni tudi za uvedbo trojambornih trgovskih ladij na Sredozemlju. V Sredozemlju so imeli gosto mrežo trgovskih poti, po katerih niso trgovali samo z muslimanskimi državami, ampak tudi z Benetkami, Genovo in Katalonijo. Arabski trgovci so do prihoda Portugalcev obvladovali tudi trgovino na Indijskem oceanu. Njihovo glavno trgovsko središče na  vzhodu je bil Hormuz. Preko arabskega ozemlja je potekala tudi svilna cesta iz vzhodne Azije do zahodne Evrope.
Muslimanski inženirji so bili zelo inovativni pri izkoriščanju vodne energije, plimovanja, vetra in nafte, predvsem svetilnega petroleja, ki so ga pridobili z destilacijo nafte. Mline na veter so uporabljali že v 7. stoletju, na začetku 9. stoletja pa so začeli uporabljati tudi horizontalna in vertikalna vodna kolesa. V času križarskih vojn se je njihova raba v kmetijstvu in industriji razširila po vsem islamskem svetu od Bližnjega in  Srednjega vzhoda do severne Afrike in Al Andaluza. Razvili so tudi bolj zapletene stroje, na primer črpalke z ročičnimi gredmi in zobniki,  ki so se uporabljali predvsem za črpanje vode. Moč vodnih koles so povečali z jezovi, s katerimi so dvignili vodno gladino. Iz Al Andaluza so se mlini na veter in vodna kolesa začeli širiti v Evropo, najprej v Katalonijo.
Arabska kmetijska revolucija je dala zagon tekstilni, sladkorni, vrvarski, svilarski in papirni industriji in obrti. V 12. stoletju je na krščanski zahod začelo prodirati tudi poznavanje kemije in izdelave instrumentov.

## Razvoj islamske identitete
Moč Abasidov pred prihodom na oblast je temeljila na izkoriščanju socialnih neenakosti med Arabci in Nearabci v Omajadskem kalifatu. Po prihodu na oblast se je politika spremenila in nearabsko prebivalstvo se je hitro poarabilo. Znanje se je po vsem cesarstvu širilo v arabskem jeziku in ljudje različnih narodnosti in ver so  začeli govoriti arabsko tudi v svojem vsakdanjem življenju. Književna dela v tujih jezikih so začeli prevajati v arabščino in vse prejšnje kulture so se postopoma zlile z arabsko kulturo. Oblikovati se je začela zelo omikana islamska identiteta z ogromno znanja, na katero v Evropi gledali kot na čudež.

## Zaton cesarstva
Glavna vzroka za začetek propadanje Abasidskega cesarstva sta bila verski spor s šiiti in konflikti s turškimi generali.
Večina šiitskih mulimanov je priznavala sorodstvene vezi Abasidov s prerokom Mohamedom in jih je zato podpirala v vojni z Omajadi. Abasidi so po prihodu na oblast sprejeli sunitski islam in prenehali podpirati   šiite, zato so berberski haridžiti v Severni Afriki že leta 801 ustanovili svojo neodvisno državo. V naslednjih petdeset letih so jim sledili Idrisidi v Magrebu in Aglabidi v Ifrikiji, kmalu zatem pa še Tulunidi in Ihšididi v Egiptu in Abasidski kalifat je izgubil celo severno Afriko.
Abasidska oblast na severu je začela razpadati med vladanjem kalifa Al Radija (vladal 934–940), ko so njegovi turški generali, ki so bili de facto neodvisni, prenehali plačevati davke. Večjo samostojnost in lokalne dinastične vladarje je zahtevalo celo nekaj provinc v bližini Bagdada. Abasidi so bili v stalnem sporu tudi z Omajadi iz Al Andaluza na Iberskem polotoku.

### Razpad na samostojne dinastije
V drugi polovici  8. stoletja se je več sposobnih kalifov in njihovih vezirjev močno trudilo, da bi premostilo politične izzive v oddaljenih delih cesarstva, pri čemer so jih ovirale velike razdalje, omejene komunikacije  in zastoji pri uvajanju upravnih sprememb. V Mali Aziji in Siriji  so se vojskovali z Bizantinskim cesarstvom, vendar so se kljub temu osredotočili na reševanje notranjih zadev, predvsem težav z lokalnimi guvernerji, ki so delovali večinoma neodvisno od centralne oblasti in poleg tega zahtevali, da njihov položaj postane deden.
Abasidi so se istočasno soočali tudi s problemi, ki so bili bliže prestolnici. Njihovi nekdanji podporniki so se odcepili in v okolici Horasana v severnem Iranu ustanovili svoje kraljestvo.
Kalif Harun Al Rašid (vladal 786–809) se  je zato obrnil proti Barmakidom, vplivni perzijski družini iz Balha v Baktriji, ki je pridobila veliko moč v državni upravi, in pobil večino njenih članov.
Osamosvojitveni procesi so se nadaljevali tudi po letu 820. V Transoksaniji in Velikem Horasanu so se začeli osamosvajati Samadidi, v severni Siriji šiitski Hamadidi, v Iranu pa Tahiridi in Safaridi. Centralna oblast je še posebej oslabela po izredno nestabilnem obdobju, imenovanem "samarska anarhija", ki je trajalo od leta 861 do 870. Do začetka 10. stoletja so Abasidi v korist lokalnih emirjev izgubili oblast tudi v Iraku. Kalif Al Radi je moral priznati njihovo oblast prevzeti položaj "princa princev"  (amir al-umara). Nadzor nad državno upravo v Bagdadu je kmalu zatem prevzela perzijska stranka Bujidov iz Dajlama. Zgodovinar Miskavajh piše, da so Bujidi po prevzemu oblasti začeli svojim privržencem namesto plač deliti zemljiške posesti (iqta).
Abasidi so že ob koncu 8. stoletja spoznali, da cesarstva, ki je bilo večje od Rimskega, ne morejo upravljati iz Bagdada. Leta 793 so svojo državo s prestolnico v Fesu v Maroku ustanovili Idrisidi, v 830. letih v Ifrikiji Aglabidi, v 860. letih pa še guvernerji Egipta, ki so za svojega vladarja izbrali Ahmeda Ibn Tuluna. Egiptovske dinastije so vladale ločeno od kalifa. Krepila se je tudi oblast guvernerjev na vzhodu cesarstva. V 870. letih so se odcepili Safaridi iz Herata in Samanidi iz Buhare, tako da so pod neposredno abasidsko oblastjo ostale samo še Mezopotamija, Palestina in Hijaz, katerega so občasno upravljali Tulunidi. V Mali Aziji so na Arabce pritiskali Bizantinci in jih potiskali proti vzhodu.
V 920. letih so se razmere še zaostrile. Šiiti, ki so priznavali samo prvih pet imamov in za Mohamedovega naslednika priznavali njegovega zeta Alija, so prevzeli oblast najprej na idriških in nato še na aglabidskih posestih. Fatimidi, ki so se imeli za potomce Mohamedove hčerke Fatime, so prodrli do Egipta in leta 969 pri Fustatu v Kairu ustanovili svojo prestolnico. Egipt je postal branik šiitskega učenja in politike. Fatimidi so do leta 1000 postali glavni politični in ideološki nasprotniki sunitskega islama, ki so ga predstavljali Abasidi.
Abasidi so v tem času državo razdelili na več guvernatur, ki so sicer priznavale oblast bagdadskega kalifa, v resnici pa so počele kar so hotele in se predvsem vojskovale med seboj. Kalif sam je bil pod "zaščito" bujidskih emirjev, ki so posedovali ves Irak in zahodni Iran in bili tihi simpatizerji šiitov.
Vse avtonomne province izven Iraka so počasi dobile značilnosti samostojnih držav z dednih vladarji, vojsko in financami. Uradno so še vedno priznavale suverenost kalifa, kar pa ni vedno pomenilo, da so kaj prispevale tudi v državno blagajno.  Takšni so bili, na primer, somrski emirji, ki so vladali v Sindu v sedanjem južnem Pakistanu. Mahmud Gazni je namesto ustaljenega naslova emir privzel naslov sultan, ki je pomenil  neodvisnost njegovega Gaznavidskega cesarstva od kalifa, četudi se je v javnosti bahal s svojo pravovernostjo in versko podrejenostjo kalifu. V 11. stoletju se je avtoriteta kalifa zmanjšala do te mere, da nekateri vladarji niso več omenjali njegovega imena na petkovih javnih molitvah (khutba) in svojih kovancih.
Kairska dinastija Fatimidov je začela z Abasidi  tekmovati tudi za naslov poglavarja celotne islamske skupnosti (ummah).  Nekaj podpore je imela celo med šiitskim verskim sektam v Bagdadu, na primer v Karhu, četudi je bil Bagdad tudi v kasnejšem bujidskem in seldžuškem obdobju najbolj povezan s kalifatom. Izzivanje Fatimidov se je končalo z njihovim propadom v 12. stoletju.

#### Separatistične dinastije in njihove naslednice
V delih razpadajočega Abasidskega imperija so prišle na oblast islamske dinastije, ki se pogosto prekrivajo. V nekaterih obdobjih so tudi vrzeli, v katerih vladajoča dinastija ni jasna. Vse dinastije, razen šiitskih Fatimidov v Egiptu, in Kordovskega kalifata v Al Andaluzu, v katerem so vladali Omajadi in nato Almohadi, so  vsaj nominalno priznavale Abaside za svoje kalife in vojaške poveljnike.
- severozahodna Afrika: Idrisidi (788–974) → Almoravidi (1040–1147) → Almohadi (1120–1269)
- Ifrikija (sedanja vzhodna Alžirija, Tunizija in zahodna Libija): Aglabidi  (800–909) →  Fatimidi (909–973) → Ziridi (973–1148) → Hafsidi (1229–1574)
- Egipt in Palestina: Tulunidi (868–905) → Fatimidi (909–1171) → Ajubidi (1171–1341) → Mameluki (1250–1517)
- Al Džazira (sedanja Sirija in zahodni Irak): Hamdanidi (890–1004) → Marvanidi (990–1085) in Ukajlidi (990–1096) → Seldžuki (1034-1194) → restavracija Abasidov (1157-1258) → Mongolsko cesarstvo in Ilkanat (1231–1335)
- jugozahodni Iran: Bujidi  (934-1055) → Seldžuki (1034–1194) → restavracija Abasidov (1157-1258) → Mongolsko cesarstvo
- Horasan (sedanji Iran in Turkestan): Samanidi (819–999) → Gaznavidi (962–1168) → Seldžuki (1034–1194) → Horezmijci (1077–1231) → Mongolsko cesarstvo  in Ilkanat  (1231–1335)

### Bujidska in seldžuška vojaška uprava (978-1118)
Bujidski uradnik Hilal Al Sabi piše, da so Abasidi tudi pod oblastjo bujidskih emirjev ohranili svoj  razkošen dvor v Bagdadu in nekaj vpliva na versko življenje. Ko je moč Bujidov po smrti Baha Al Davla opešala, se je moč kalifata nekoliko okrepila. Kalifi so vzdrževali red v Bagdadu in sami poskušali preprečiti nerede (fitna), ki so bili pogosto povezani z mestnimi postopači (ayyarun).
Zaton Bujidske dinastije je ustvaril praznino, ki so jo zapolnili Oguški Turki, bolj znani kot  Seldžuki.  Ko se je leta 1058 pred Bagdadom na čelu šiitske fatimidske vojske pojavil emir in nekdanji suženj Basasiri, ga kalif Al Kaim (vladal 1031–1075) ni mogel premagati brez tuje pomoči. Oblast v Bagdadu mu je pomagal vzpostaviti  seldžuški sultan Togrul (vladal 1037 – 1063), vendar je zato Irak priključil k svojemu cesarstvu. Abasidski kalif je obdržal samo položaj vodje islamske skupnosti. Togrulova naslednika Alp Arslan (vladal 1063 – 1072) in Malik Šah I. (vladal 1072 – 1092) sta se s svojim vezirjem Nizamom Al Mulkom nastanila v Perziji, vendar sta obdržala oblast v Iraku. Ko je začela seldžuška vladavina v 12. stoletju slabeti, so Abasidi ponovno pridobili nekaj samostojnosti.

### Oživitev vojaške moči (1118–1206)
Kalif Al Mustaršid (1118–1135) je prvi zbral dovolj veliko vojsko, ki je bila sposobna spopasti se s Seldžuki, vendar so ga leta 1135 porazili in umorili. Kalifu Al Muktafiju (1136–1160) je s pomočjo vezirja Ibn Hubajra končno uspelo ponovno doseči popolno vojaško neodvisnost kalifata. Po skoraj 250 let trajajoči nadoblasti tujcev je leta 1157 uspešno obranil Bagdad pred obleganjem Seldžukov in s tem ohranil oblast Abasidov. Kalifu Al Nasirju (1180–1225) je uspelo vzpostaviti oblast v celem Iraku. Kalif Al Mustansir (1226–1242) je leta 1227 v Bagdadu ustanovil univerzo  Mustansirijo, s katero je želel zasenčiti seldžuško Nizamijo, ki jo je leta 1065 ustanovil Nizam Al Mulk.

### Invazija Mongolov (1206–1258)
Leta 1206 je Džingiskan v osrednji Aziji ustanovil mogočno Mongolsko cesarstvo, ki je v 13. stoletju osvojilo večino evrazijskega kontinenta, vključno s Kitajsko, večino islamskih kalifatov in Kijevsko Rusijo. Hulegu Kan je leta 1258 osvojil in  opustošil tudi Bagdad, kar je pomenilo konec zlate dobe islama. Muslimani v Perziji so bili zaskrbljeni, da se bo zaradi prelitja Al Mustasimove krvi zgodila nadnaravna katastrofa in opozarjali, da se kaj takšnega ni zgodilo od smrti šiitskega imama Huseina. Mongoli so kljub svarilom in skladno s svojim izročilom, da je prelivanje vladarske krvi tabu, zadnjega abasidskega kalifa Al Mustasimove 20. februarja 1258 zavili v preprogo, potem pa so ga do smrti pomendrali s konji. Usmrtili so tudi vso njegovo družino, razen najmlajšega sina, katerega so poslali v  Mongolijo, in hčerke, ki je postala sužnja v Hulegu Kanovem haremu. Mongolski zgodovinarji trdijo, da se je preživeli sin v Mongoliji poročil in imel otroke.

## Abasidski Kairski kalifat (1258-1517)
Kalifa Al Mamun (813-833) in njegov brat in naslednik Al Mutasim (833-842) sta ustanovila vojsko kalifatu zvestih vojakov nearabskega porekla (mameluki), ki je preprečila nadaljnje razpadanje imperija.
Mameluška vojska, na katero se pogosto gleda negativno, je tako pomagala kot škodila kalifatu. Na začetku je vsekakor pomenila stabilno silo, ki je omogočila vladi reševati notranje in zunanje  probleme. Po Al Mutasimovi ustanovitvi lastne vojske in selitvi prestolnice iz Bagdada v Samaro je med kalifatom in podložnimi ljudstvi nastala vrzel. Poleg tega je moč mamelukov stalno rasla, dokler ni bil kalif Al Radi (934–940) prisiljen večino vladarskih funkcij predati mameluku Mahomedu Bin Raiku.
Mameluki so nazadnje prevzeli vso oblast v Egiptu in po mongolskem opustošenju Bagdada  leta 1261 ponovno ustanovili Abasidski kalifat s sedežem v Kairu. Prvi abasidski kairski kalif je bil Al Mustansir II. (1261–1262), ki je predstavljal avtoriteto, v resnici pa so bila njegova pooblastila omejena samo na verske zadeve. Kairski kalifat je bil ukinjen, ko je osmanski sultan Selim I. aretiral kalifa Al Mutavakila III. in ga odpeljal v Istanbul, kjer je imel samo ceremonialno vlogo. Al Mutavakil III.  se je kasneje vrnil v Kairo, kjer je leta 1543 umrl.

### Abasidski Bastaški kanat
Po padcu in opustošenju Bagdada leta 1258  je nekaj preživelih članov vladajoče dinastije na čelu z najstarejšim članom Ismailom II. odšlo v pokrajino Fars v južni Perziji. Naselili so se v mestu Hondž, ki je bilo veliko središče učenosti. Leta 1263 se je v Hondžu rodil Ismailov vnuk, šejk Abdulsalam Hondži, ki je postal  ugleden verski učenjak in sufistični svetnik in je užival velik ugled med lokalnim prebivalstvom. Njegovo grobnico v Hondžu še vedno obiskujejo verniki  od blizu in daleč.
Verski učenjaki in zelo spoštovane in ugledne osebnosti so bili tudi v več naslednjih generacijah 
potomcev Šejka Abdulsalama Hondžija. Eden od njih je bil šejk Mohamed (umrl okoli 1499), ki se je preselil v Bastak. Njegov vnuk, Šejk Mohamed starejši (umrl 1543 ali 1567) se je za nekaj časa preselil v Hondž, vendar se je zaradi vedno večje moči Safavidov leta 1531 vrnil v Bastak. Njegov vnuk, šejk Hasan (rojen 1673), imenovan tudi Mula Hasan, je skupni prednik vseh Abasidov v Bastaku in sosednjih pokrajinah.
Prva abasidska vladarja v regiji sta postala Hasanova vnuka, šejk Mohamed Said (rojen 1684) in šejk Mohamed Kan (rojen 1701). Šejk Mohamed Said je začel leta 1724 zbirati vojsko in osvojil Lar, iz katerega je zadnjih 12 ali 14 let pred smrtjo vladal mestu in njegovim vazalom.
Njegov brat, šejk Mohamed Kan Bastaki, je medtem vladal v Bastaku in pokrajini Džahangiriji. Leta 1748 je odšel v trdnjavo Didehban in Bastak in njegove vazale prepustil najstarejšemu sinu, šejku Mohamedu Sadeku, in njegovemu bratrancu Aga Hasanu Kanu, sam pa je naslednjih 20 do 24 let iz Didehbana vladal Džahangiriji.  Zadnjih nekaj let pred smrtjo  je vladal iz Bastaka. Bastaški kanat na višku svoje moči ni posedoval samo Džahangirije, ampak tudi Lar in Bandar Abas in njune vazale in nekaj otokov v Perzijskem zalivu.
Šejk Mohamed Kan Bastaki je bil prvi abasidski vladar v Bastaku z naslovom kan, ki pomeni vladar ali kralj. Podelil mu ga je iranski vladar Karim Kan Zand. Naslov so prevzeli tudi kasnejši abasidski vladarji Bastaka in Džahangirije.
Zadnji abasidski vladar Bastaka in Džahangirije je bil Mohamed Azam Kan Baniabasian, avtor knjige Tarikh-e Jahangiriyeh va Baniabbassian-e Bastak, ki je izšla leta 1962 in opisuje zgodovino bastaških Abasidov. Mohamed Azam Kan Baniabasian je leta 1967 umrl. Njegova smrt je pomenila tudi konec abasidske dinastije v Bastaku.

## Seznam abasidskih kalifov
| Vladanje                               |
| -------------------------------------- |
| Kalifi Abasidskega kalifata            |
| al-Safah \| 750–754                    |
| al-Mansur \| 754–775                   |
| al-Mahdi \| 775–785                    |
| al-Hadi \| 785–786                     |
| al-Rašid \| 786–809                    |
| al-Amin \| 809–813                     |
| al-Mamun \| 813–833                    |
| 833–842                                |
| 842–847                                |
| 847–861                                |
| 861–862                                |
| 862–866                                |
| 866–869                                |
| 869–870                                |
| al-Mutamid \| 870–892                  |
| al-Mutadid \| 892–902                  |
| 902–908                                |
| 908–932                                |
| 932–934                                |
| 934–940                                |
| 940–944                                |
| 944–946                                |
| 946–974                                |
| 974–991                                |
| 991–1031                               |
| 1031–1075                              |
| 1075–1094                              |
| 1094–1118                              |
| 1118–1135                              |
| 1135–1136                              |
| 1136–1160                              |
| 1160–1170                              |
| 1170–1180                              |
| 1180–1225                              |
| 1225–1226                              |
| 1226–1242                              |
| 1242–1258                              |
| Kairski kalifi                         |
| 1261–1262                              |
| 1262–1302                              |
| 1303–1340                              |
| 1340–1341                              |
| 1341–1352                              |
| 1352–1362                              |
| al-Mutavakil I. (prvič) \| 1362–1377   |
| al-Mutavakil I. (drugič) \| 1377–1383  |
| 1383–1386                              |
| 1386–1389                              |
| al-Mutavakil I. (tretjič) \| 1389–1406 |
| 1406–1414                              |
| 1414–1441                              |
| 1441–1451                              |
| 1451–1455                              |
| 1455–1479                              |
| 1479–1497                              |
| 1497–1508                              |
| 1508–1517                              |